# جورج فنسنت (رسام)
كان جورج فنسنت (بالإنجليزية: George Vincent)‏ فناناً إنجليزياً للمناظر الطبيعية حيث أوجد ألواناً مائية ونقوشاً ولوحات زيتية, ويعتبره مؤرخو الفن أحد أكثر الفنانين موهبة ممن تخرج من مدرسة نورويتش للرسامين.
تلقى فنسنت وهو ابن لرجل حائك تعليمه في مدرسة نورويتش النحوية وبعدها تدرب في مدرسة كروم. عرض أعماله في الأكاديمية الملكية والمعهد البريطاني وغيرها. من عام 1811 حتى 1831 عرض في جمعية نورويتش أكثر من مائة صورة للمناظر الطبيعية في نورفولك والأعمال البحرية. تزوج بنت شخص جراح في عام 1818م في لندن. أدى شراءه لمنزل باهظ الثمن إلى جانب اسرافه في الشراب إلى مشاكل مالية وديون أدت إلى سجنه في سجن الأسطول في عام 1824م، وقد أطلق سراحه عام 1827م ورجع لجمعية نورويتش للفنانين وقلت انتاجيته.
وبعد عام 1831 اختفى فنسنت ، ولم يتم العثور عليه أبداً ولا يُعرف عند أهله هل مات أم لا وقد نشر عنه أن ذلك بسبب الديون حيث اختفى عن الأنظار. كتب مؤرخ الفن هربرت مينتون كوندال في عشرينيات القرن الماضي" لو لم يفرط فنسنت في عاداته السيئة (الشراب)لكان من أفضل رسامي المناظر الطبيعية.